# Rangifer tarandus tarandus
Sous-espèce
Rangifer tarandus tarandus, le Renne d'Europe, est une sous-espèce du renne, habitant dans les toundras arctiques de l'Eurasie, depuis la péninsule Scandinave jusqu'au nord de la Sibérie. Elle a également été introduites dans l'archipel sub-antarctique des îles Kerguelen où les rennes vivent désormais à l'état sauvage.

## Le problème des rennes des îles Kerguelen[2]
Dix rennes de Suède appartenant à la sous-espèce R. tarandus tarandus ont été introduits en 1955–1956 sur l'île Haute dans l'archipel français des îles Kerguelen. Cette première population a été renforcée par les descendants de trois rennes suédois introduits en 1957 sur l'île Haute avec les mouflons.
Comptant une centaine de têtes chacune à la fin des années 1960, les deux populations sont entrées en compétition pour l'espace et la nourriture de cette petite île (6,5 km2). En 1981, les rennes ont fini par gagner l'île principale, la Grande Terre, à la nage, jusqu'à totalement disparaître de l'île Haute.
La population de rennes était estimée à environ 2 000 individus pour l'année 2016, soit trois bêtes par kilomètre carré. Cette densité relativement faible s'explique d'une part par l'alimentation de l'animal presque exclusivement constituée d'acaena et d'autre part par la dureté du climat en période hivernale. L'hypothèse d'une éradication du renne pour maintenir l'équilibre de l'écosystème de l'archipel semble écartée en raison de la stabilité des effectifs, de leur impact relativement limité sur l'environnement ainsi que du coût qu'engendrerait une telle disposition.